# حوالي منتصف الليل (فلم)
حوالي منتصف الليل (بالإنجليزية: Round Midnight) هو فيلم دراما تم إنتاجه في الولايات المتحدة وفرنسا وصدر في سنة 1986. الفيلم من إخراج بيرتراند تافاري.

## شارك في التمثيل
- مارتن سكورسيزي
- فيليب نويريه

### ترشيحات وجوائز
| السنة | الحدث  | الفئة               | النتيجة  |
| ----- | ------ | ------------------- | -------- |
|       | أوسكار | أفضل موسيقى تصويرية | فـــــوز |

## الميزانية والإيرادات
حقق أرباحا تقدر بـ 3,272,593 (Domestic) دولار.

## وصلات خارجية
- مقالات تستعمل روابط فنية بلا صلة مع ويكي بيانات